# Carlos Antonio López

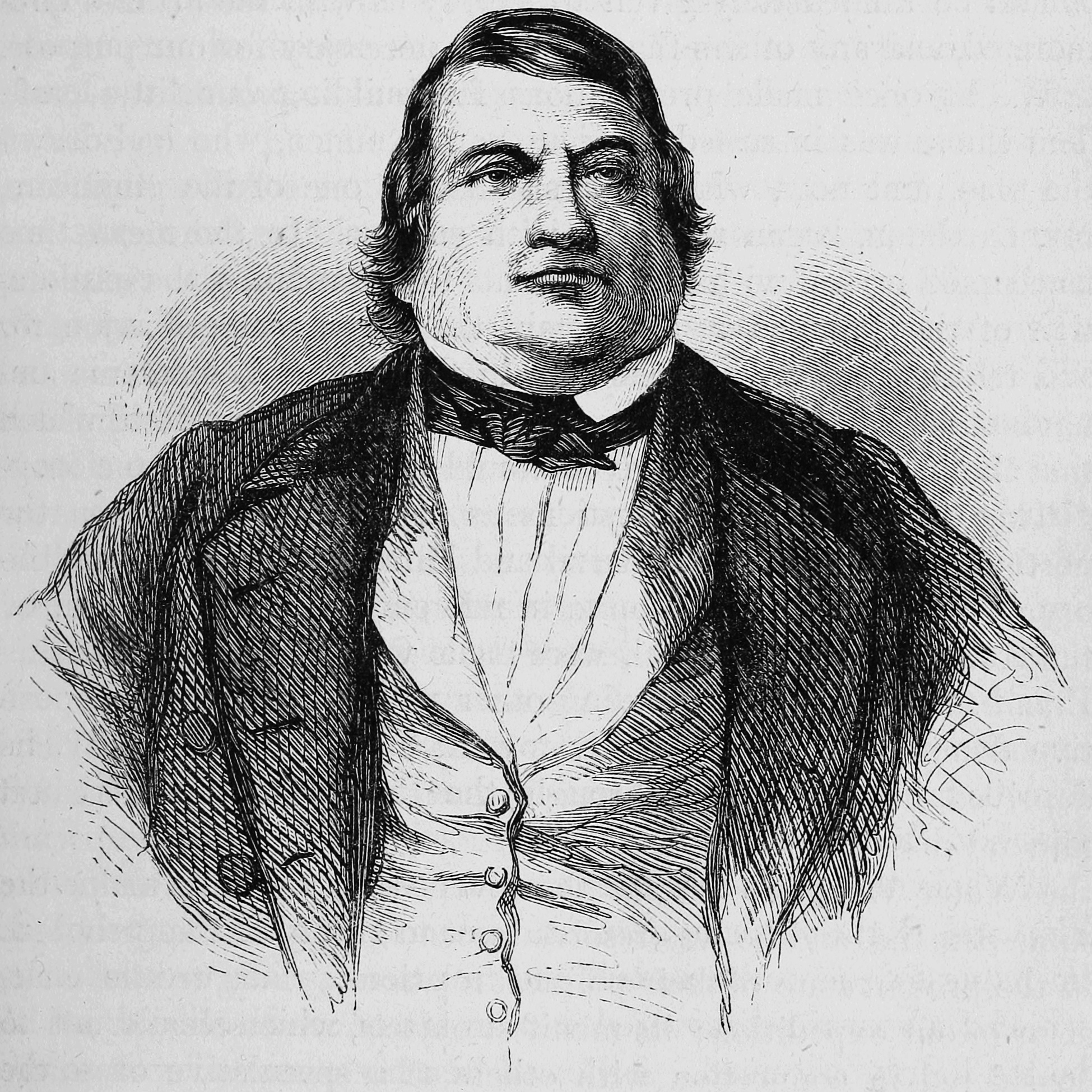
Carlos Antonio López
(1859), Library of Congress

Carlos Antonio López (Asunción, 4 november  1792 –  aldaar, 10 september 1862) was president van Paraguay van 1844 tot 1862.
López werd geboren in de wijk Manorá van de Paraguayaanse hoofdstad Asunción op 4 november 1790, en werd door zijn ouders naar een klooster gestuurd om filosofie en theologie te gaan studeren. Later verliet hij dit klooster om rechten te gaan studeren. Zijn oom en dictator José Gaspar Rodríguez de Francia was hem niet gunstig gezind en om die reden heeft hij een paar jaar moeten onderduiken. Omdat hij een zeer begaafd student was en hij veel kennis had vergaard op het gebied van rechten en staatsindeling nam hij de regering van het land over bij de dood van zijn oom. Hij behield deze macht tot zijn eigen dood op 10 september 1862. 
Hij was secretaris van de militaire junta (1840-1841), een van de twee consuls (1841-1844), en president (1844-1862). Hij had veel macht en regeerde als een dictator. De grondwet die hij schreef werd gekenmerkt door onbegrensde macht voor de president en het ontbreken van welk recht dan ook voor de burgers in het land.  
Hij was zo jaloers op de macht van andere landen dat hij meermaals diplomatieke conflicten aanging met landen als Brazilië, het Verenigd Koninkrijk, en de Verenigde Staten. Dit heeft meer dan eens bijna geleid tot oorlog, maar kwam steeds op het laatste moment weer goed, mede door zijn goede onderhandelingstactieken.
Zijn oudste zoon, Francisco Solano López (1826-1870), volgde hem na zijn dood op als president.